# Baila de Ibio

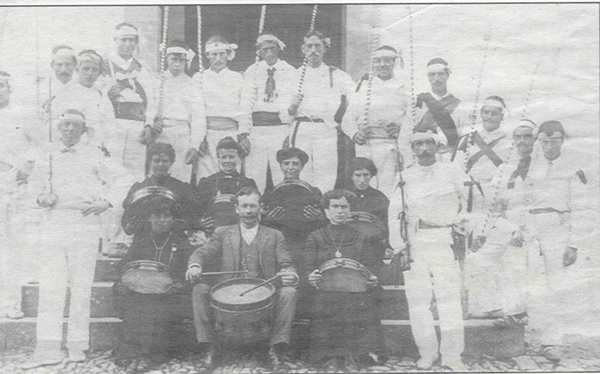
Danzantes y músicos en la danza de las lanzas de Ruiloba en 1925, análoga a la baila de Ibio.

La baila de Ibio o danza de Ibio es una pieza tradicional del folclore de Cantabria, y una de las manifestaciones más populares de la cultura de Cantabria.
El origen de la baila se encuentra, principalmente, en la danza de las lanzas de Ruiloba, donde aún se conserva por tradición y es posible disfrutar su ejecución en las fiestas patronales.
Esta danza, de origen guerrero, fue modificada por Matilde de la Torre, fundadora de la agrupación Voces Cántabras, en torno al año 1931, y representada en la fiesta anual de la Sociedad Inglesa de Danzas Folclóricas. Posteriormente, Matilde de la Torre recogería en una serie de artículos recopilados bajo el título La Montaña en Inglaterra, el éxito que la danza tuvo en aquel festival.
Actualmente es representada en múltiples festividades de la región, y en particular, en la celebración de las fiestas de San Pantaleón, el 27 de julio en Ibio (Mazcuerras).